# Manosque

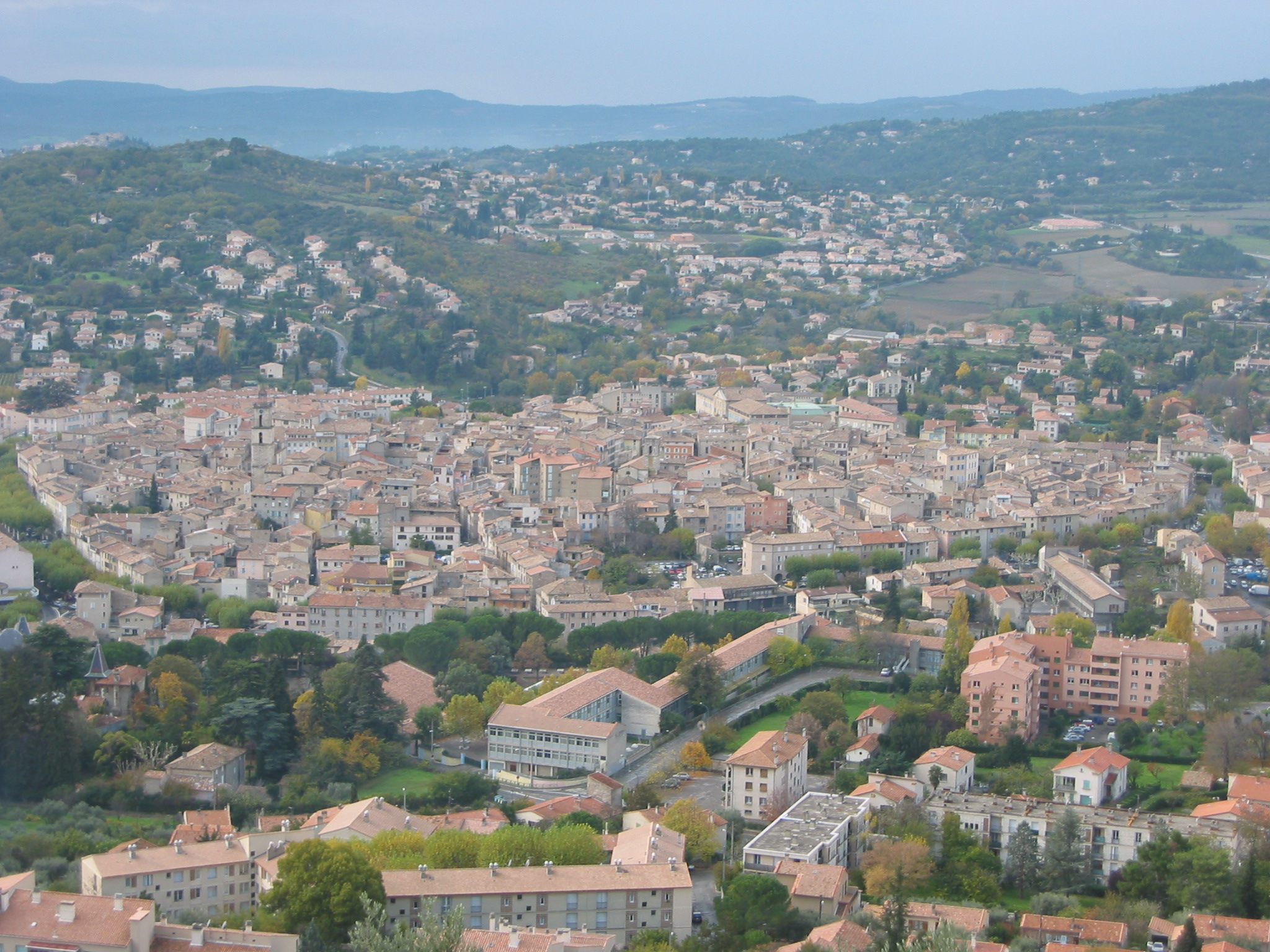
Manosque

Manosque är den största staden i kommunen Alpes-de-Haute-Provence som ligger i sydöstra Frankrike. Befolkningsantalet var 21 300 invånare 2005.
Romanförfattaren Jean Giono (1895-1970) föddes och levde här hela sitt liv.

## Befolkningsutveckling
Antalet invånare i kommunen Manosque
| Referens: INSEE |

## Vänstäder
- Leinfelden-Echterdingen (Tyskland)
- Voghera (Italien)